# 震海

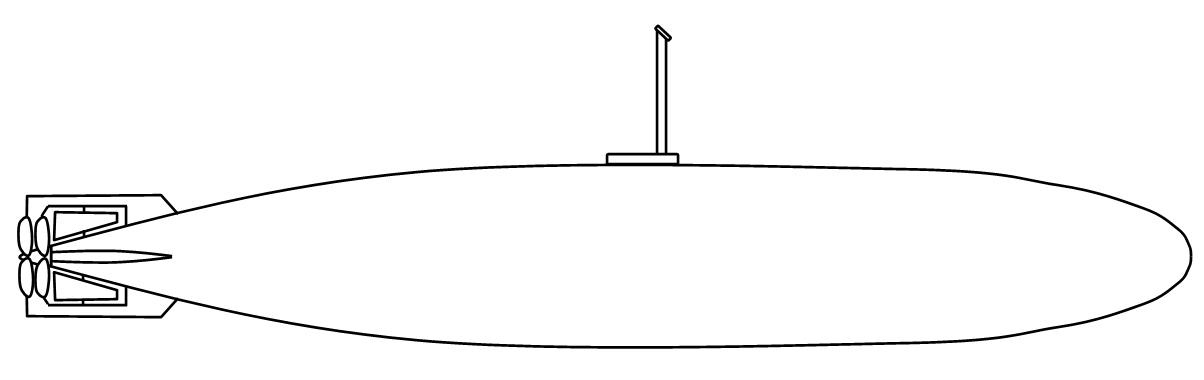
震海

震海（しんかい）は、大日本帝国海軍で開発された特殊潜航艇。

## 開発
1944年（昭和19年）、軍令部第二部部長の黒島亀人の指示で、小型潜水艇「マル九金物（別称・Y金物）」が試作された。これは、潜水艦に搭載されて敵の軍港や艦船に近づき、潜水艦から離脱後、侵入して敵艦に爆雷を設置して奇襲するというものであった。
完成した試作艇は、呉の倉橋島大浦崎P基地で審議会が行われたが、小型かつ低速すぎて舵の利きが悪く、敵艦の真下で姿勢を維持するのも困難だと予想された。試乗した乗組員も立ち会っていた第六艦隊の鳥巣健之助大佐も性能に不満を持ち、試作の段階で不採用となった。東京から審議会に出席していた黒島は激怒し、鳥巣に向かって「この国賊ものめ!」と睨みつけたという。

## 設計
艦体は楕円形の断面である単座の潜水艇で、中央上部にハッチと潜望鏡を有する。浅海を航行できるよう、浮力タンクに圧搾空気を送り込むことで喫水を浅くすることができるようになっていた。
兵装として、艦首に時限式機雷を備え、停泊中の敵艦に吸盤、または磁力で吸着して設置する。機雷には、魚雷2本分の1.2トンの爆薬が詰めてあり、時限式で爆発する。水中での敵艦探知のために、磁気探知装置を装備して、敵艦を捕捉する設計であった。
同様の戦術をとる潜水艇として、イギリス海軍のX艇がある。震海と同時期に開発・実用化された潜水艇で、速力は震海より遅かったが排水量は数倍もあり、改良型のXE艇を含め、旧日本軍の重巡洋艦「高雄」に損害を与えるなどの戦果を挙げている。

## 主要諸元
数値はいずれも計画値。
- 全長:12.5m
- 全幅:1.2m
- 水中排水量:11.5t
- 水中速度:9kt
- 兵装:時限式機雷（炸薬1,200kg）